# Мунія мадагаскарська
Му́нія мадагаскарська (Lepidopygia nana) — вид горобцеподібних птахів родини астрильдових (Estrildidae). Ендемік Мадагаскару. Єдиний представник монотипового роду Мадагаскарська мунія (Lepidopygia).

## Опис
Довжина птаха становить 10 см, вага 7,4—9 г. Довжина хвоста становить 27—33 мм, довжина крила 43—47 мм, довжина дзьоба 9,5—10,5 мм, довжина цівки 13—14 мм. Виду не притаманний статевий диморфізм.
Голова і шия сірувато-коричневі, лоб і тім'я більш темні, обличчя і горло чорні. Верхня частина тіла оливково-коричнева, покривні пера крил чорнуваті з жовтувато-оливковими кінчиками. Стернові пера чорнувато-коричневі. Нижня частина тіла охриста або білувата, пера на ній мають темну центральну частину, що формує легкий лускоподібний візерунок. Очі чорнувато-карі, дзьоб чорний, лапи сірувато-тілесного кольору. У молодих птахів чорна пляма на горлі відсутня, лоб, тім'я і шия у них коричневі, а не сірі.

## Поширення і екологія
Мадагаскарські мунії є ендеміками острова Мадагаскар. Вони живуть на відкритих місцевостях, на луках, в чагарникових заростях, на узліссях і галявинах тропічних лісів, в садах і на плантаціях. Зустрічаються парами або невеликими зграйками до 20 птахів, іноді приєднуються до змішаних зграй птахів разом з червоними фуді. Живляться переважно насінням трав, іноді також ягодами, плодами, пагонами і дрібними літаючими комахами. Сезон розмноження триває з вересня по березень. Гніздо кулеподібне, робиться з рослинних волокон, розміщується в густій рослинності. В кладці від 4 до 7 яєць. Інкубаційний період триває 12-13 днів. Будують гніздо, насиджують яйця і доглядають за пташенятами і самиці, і самці. Пташенята покидають гніздо через 3 тижні після вилуплення, однак батьки продовжують піклуватися про них деякий час. За сезон може вилупитися 3-4 виводки.